# Lavoisier (cratère)
Pour les articles homonymes, voir Lavoisier.

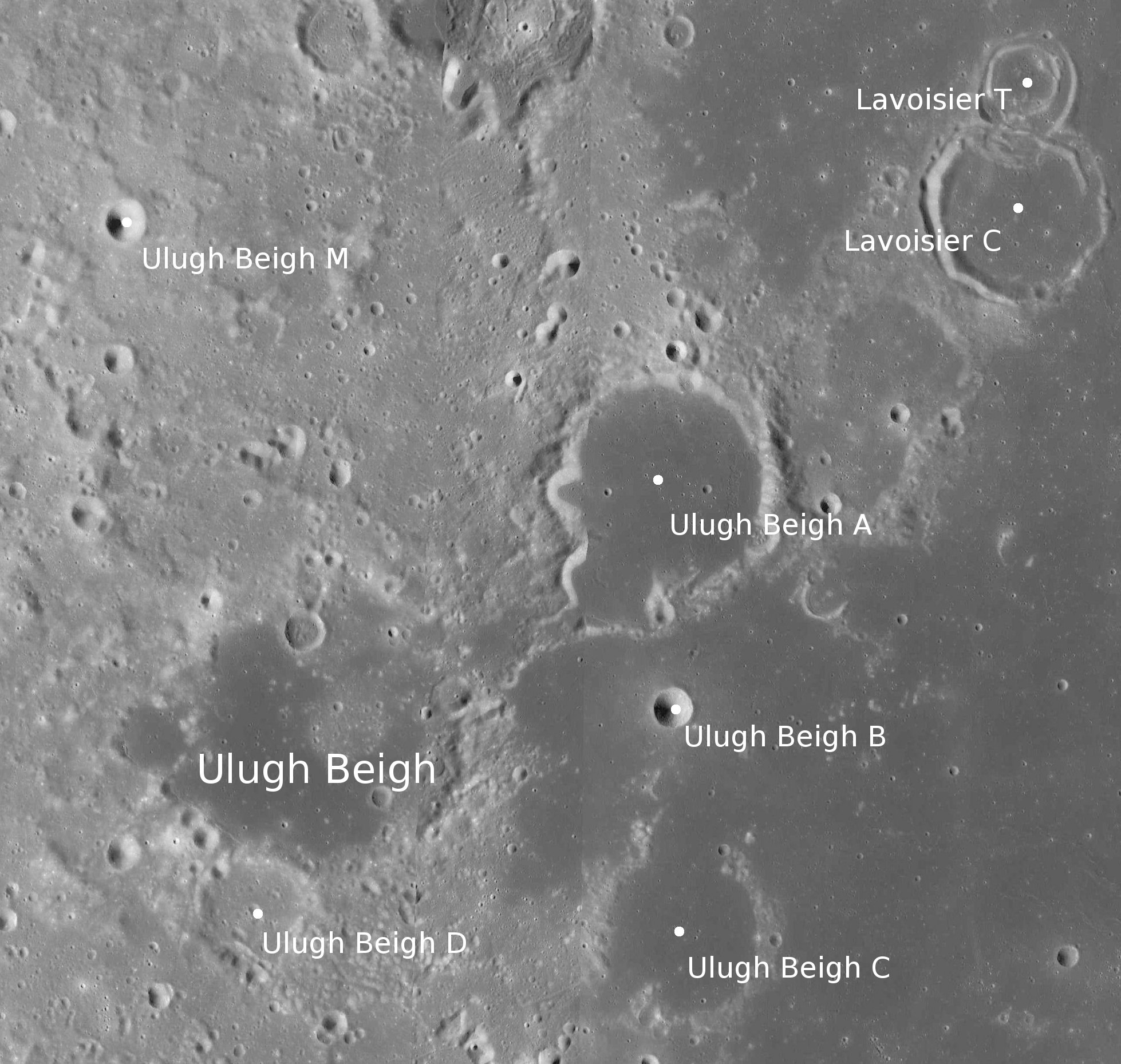
Le cratère Lavoisier situé au nord-est du cratère Ulugh Beigh.

Lavoisier est un cratère d'impact sur la Lune, situé au nord-ouest de la face visible, à l'ouest de l'Oceanus Procellarum. Il se situe au sud-ouest du cratère von Braun, au sud-est du cratère Bunsen et au nord-est du cratère Ulugh Beigh. Il s'agit d'un cratère usé avec plusieurs petits cratères fixés à l'extérieur du rebord. Le cratère satellite "Lavoisier F" est  un cratère déformé qui partage un bord commun le long du contour sud-est de Lavoisier. L'intérieur de ce cratère à le fond fracturé par des crêtes courbes qui sont parallèles à la paroi intérieure vers le nord-ouest visible malgré une faible albédo.
En 1935, l'Union astronomique internationale lui a attribué le nom de Lavoisier en l'honneur du chimiste et philosophe français Antoine Lavoisier.
Par convention, les cratères satellites sont identifiés sur les cartes lunaires en plaçant la lettre sur le côté du point central du cratère qui est le plus proche de Lavoisier.
| Lavoisier | Coordonnées          | Diamètre |
| --------- | -------------------- | -------- |
| A         | 36° 54′ N, 73° 12′ O | 28 km    |
| B         | 39° 48′ N, 79° 42′ O | 25 km    |
| C         | 35° 48′ N, 76° 42′ O | 35 km    |
| E         | 40° 54′ N, 80° 24′ O | 49 km    |
| F         | 37° 06′ N, 80° 30′ O | 33 km    |
| G         | 37° 18′ N, 85° 42′ O | 19 km    |
| H         | 38° 18′ N, 78° 48′ O | 29 km    |
| J         | 37° 30′ N, 86° 30′ O | 22 km    |
| K         | 39° 42′ N, 74° 24′ O | 7 km     |
| L         | 39° 42′ N, 75° 00′ O | 6 km     |
| N         | 41° 54′ N, 82° 24′ O | 24 km    |
| S         | 39° 06′ N, 83° 06′ O | 24 km    |
| T         | 36° 30′ N, 76° 36′ O | 19 km    |
| W         | 36° 54′ N, 81° 48′ O | 16 km    |
| Z         | 36° 06′ N, 86° 12′ O | 12 km    |

Le cratère satellite "Lavoisier D" a été nommé von Braun par l'Union astronomique internationale en 1994.